# Supreme Beings of Leisure
Supreme Beings of Leisure est un groupe de musique électronique/trip hop originaire de Los Angeles aux États-Unis. Il s'est formé avec quelques membres de l'ancien groupe Oversoul 7.

## Histoire
Le groupe s'est formé un peu par hasard. Rick Torres, Kiran Shahani et Ramin Sakurai enregistraient une démo Rap et ont demandé à Geri Soriano-Lightwood d'écrire les paroles et de chanter. Le résultat était au-dessus de leurs espérances. Les Supreme Beings of Leisure, groupe d'un nouveau genre, associent programmation intelligente et grooves séducteurs et des parties vocales uniques communiquant un sentiment de nostalgie et de désillusion.
Ces musiciens utilisent les derniers outils technologiques avec des influences culturelles variées liées aux membres du groupe (Puerto Rico, République dominicaine, Japon, Irlande et l'Iran).
Les versions démo de deux de leurs morceaux sont sorties sur les compilations Moonshine Records sous le nom original du groupe, Oversoul 7. Après être apparu sur plusieurs autres compilations, le groupe signe chez Palm Pictures et sort son premier album éponyme en 2000.
Fort d'un grand succès, avec plus de 150 000 disques vendus, les Supreme Being Of Leisure arrivent en France, précédés de leur musique et dont on connaît déjà les singles Truth From Fiction et Never The Same, utilisés en France, à l'occasion de nombreuses campagnes de pub (TGV, Lancia Lybra).
Shahani et Torres quittent le groupe peu de temps après, mais Sakurai et Soriano-Lightwood continuent de porter le flambeau et sortent Divine Operating System en 2002. Le second album est très bien accueilli par la presse, notamment par Rolling Stone et The New York Times.

## Membres
Supreme Beings of Leisure est composé de :
- Geri Soriano-Lightwood (chant)
- Kiran Shahani (basse)
- Ramin Sakurai (clavier)
- Rick Torres (guitare)